# Giornale dei Navigli
Il Giornale dei Navigli è una testata locale italiana edita a Corsico, di orientamento indipendente. L'edizione cartacea è un settimanale in uscita il venerdì, mentre l'edizione online è un quotidiano.

## Storia
Rifondato nel 2013 ed erede di SìoNo, il Giornale dei Navigli è una testata free press affiliata al Gruppo Netweek, presente diffusamente in Lombardia, Piemonte, Liguria, Veneto, Toscana e Valle d'Aosta.
L'edizione cartacea è un settimanale (esce tutti i venerdì) e copre la quasi totalità dei Comuni del Sud Milano. Il giornale è distribuito gratuitamente ed è disponibile anche un'edizione digitale, sempre gratuita, che permette di leggere integralmente i contenuti del settimanale cartaceo direttamente su smartphone, tablet e pc. L'edizione online, invece, è un giornale quotidiano gratuito gestito dalle singole redazioni territoriali che ne garantiscono l'aggiornamento.

## Edizione cartacea
Il Giornale dei Navigli, forte della sua esperienza ultra decennale, viene distribuito gratuitamente nei principali punti vendita, mediante oltre 300 dispenser, in 30 000 copie nel Sud-Ovest milanese. In particolare nei Comuni di Assago, Buccinasco, Corsico, Cesano Boscone, Trezzano sul Naviglio, Cusago, Gaggiano, Rozzano e parte di Milano, zona 6.

## Quotidiano online
A partire da febbraio 2018 l'edizione online della testata è stata assorbita nel nuovo portale giornaledeinavigli.it che, quotidianamente, garantisce un flusso costante di notizie e di informazioni a livello locale e nazionale.